# Dongfeng Glory 580
La Dongfeng Glory 580 (chiamata anche Fengguang 580 in Cina) è un SUV di dimensioni medie prodotto dal 2016 dalla casa automobilistica cinese DFSK Motor (joint venture tra la Dongfeng Motor Corporation e Sokon Group). Sui mercati d’esportazione viene venduta come DFSK Glory 580.

## Prima generazione (dal 2016)
La Glory 580 è il primo SUV prodotto dalla DFSK, una joint venture tra le cinesi Dongfeng Motor e la Sokon. La vettura ha esordito al Salone dell'Auto di Pechino edizione 2016 in Cina ed è stata lanciata sul mercato cinese con il nome Fengguang 580 nel giugno 2016, la produzione avviene nello stabilimento della DFSK di Chongqing. Nei mercati di esportazione in luogo del brand Fengguang viene utilizzato quello di più semplice pronuncia (in lingua inglese) Glory.
La gamma motori iniziale era composta da due propulsori benzina: un quattro cilindri da 1,5 litri turbo a iniezione diretta di origine Mitsubishi da 150 cavalli e un 1.8 quattro cilindri aspirato di origine Mitsubishi con iniezione multipoint da 139 cavalli. I motori sono abbinati a un cambio manuale a cinque rapporti sulla 1.8 aspirata o sei rapporti sulla 1.5 turbo oppure optional per entrambi un automatico CVT. Si tratta di un SUV sette posti low cost che ha ottenuto un buon successo sia in Cina sia in numerosi mercati del Sud-est asiatico. Il telaio di base è a trazione anteriore con schema di sospensioni a ruote indipendenti sull’asse anteriore di tipo MacPherson mentre al posteriore viene adottato un semplice ponte interconnesso.
Viene venduta in Indonesia come DFSK Glory 580 dal 2018 e successivamente assemblata in complete knock down nello stabilimento Sokon di Serang, Banten ed è esportato anche in altri paesi come Bangladesh, Nepal, Sri Lanka e Hong Kong.
Nell’aprile del 2018 viene presentato in Cina un leggero restyling che ha introdotto nuovi paraurti anteriore e posteriore, nuova grafica per i gruppi ottici e interni rivisti con plastiche e rifiniture migliorate e nuovo impianto multimediale touchscreen da 11 pollici con connessione internet 4G, Wi-Fi, hotspot e ricarica wireless, sistema di navigazione e autoradio integrati e connettività Baidu Apollo e Android Auto. Viene inoltre migliorato anche l’assetto con modifiche alle boccole delle sospensioni. 
In Corea del Sud è stata lanciata nel 2019 come DFSK G7 importata dalla Cina dalla Shinwon CK Motors. Sempre nel 2019 sbarca anche in Europa importata in Spagna, Germania e Italia con il motore 1.5 Turbo in versione bifuel a benzina e GPL omologato Euro 6D-Temp e potenza ridotta a 147 cavalli.
In Pakistan la vettura viene prodotta dal 24 aprile 2019 dalla Regal Automobiles Industries nello stabilimento di Lahore con kit spediti dalla Cina.

### Restyling 2019: Glory 580 Pro

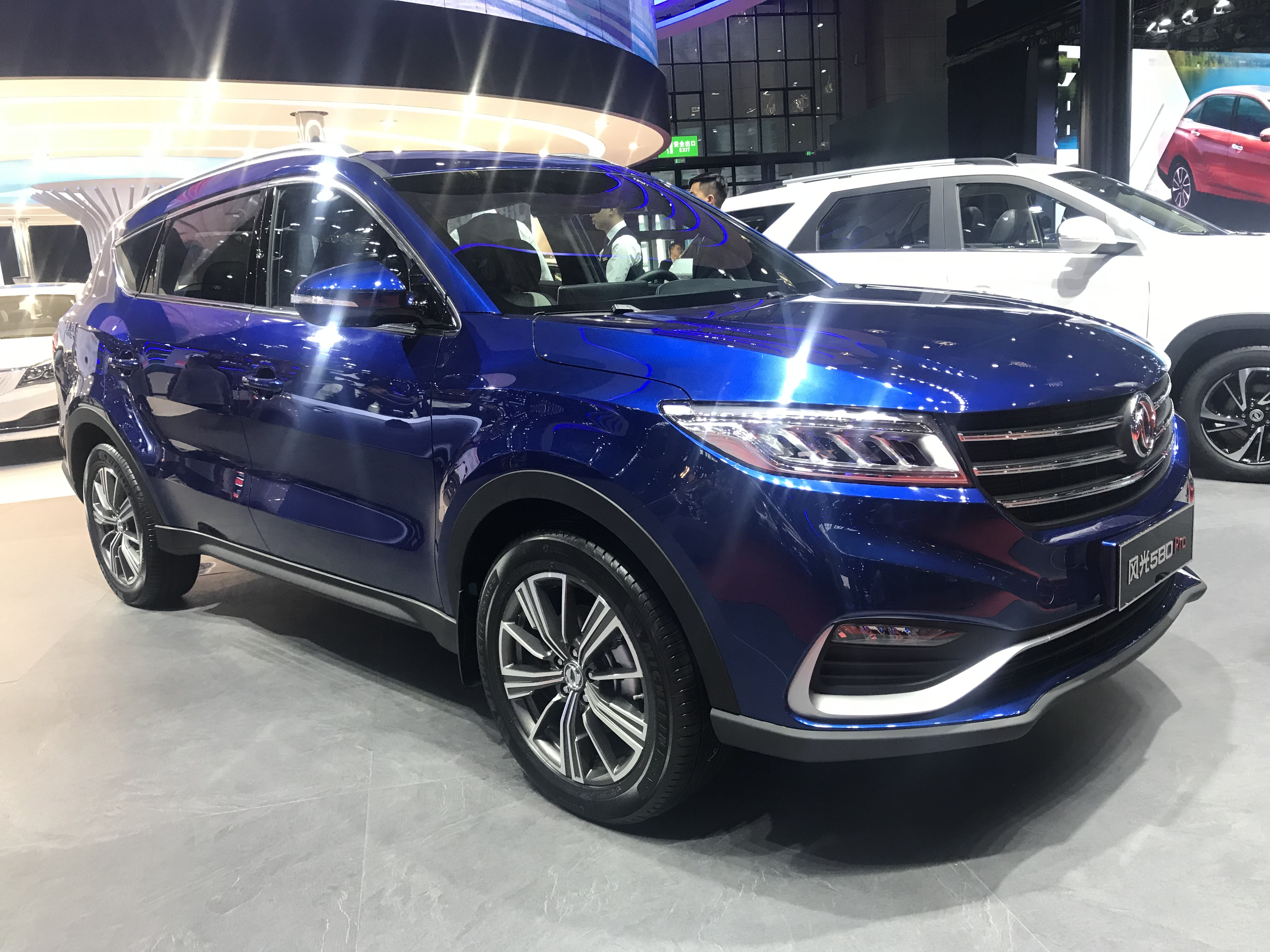
Dongfeng Glory 580 Pro

Presentata al Chongqing Auto Show nel giugno 2019 la versione Pro è un ulteriore restyling della 580 classica rimasta in produzione.
La Pro si posiziona più in alto in termini di prezzi e di allestimenti e possiede numerose modifiche soprattutto estetiche: il frontale e la coda vengono ridisegnati e adottano lo stesso family feeling del SUV-Coupé Fengon ix5 con ampia calandra con nuove barre cromate, nuovi gruppi ottici anteriori a LED, nuova fanaleria posteriore in posizione orizzontale che si estende lungo tutto il portellone, e interni totalmente inediti con una nuova plancia con strumentazione totalmente digitale composta da un quadro strumenti LCD da 12,3 pollici e uno schermo touchscreen per l’infotainment da 15,6 pollici con connessione internet 5G, Wi-Fi, comandi vocali, navigatore, connettività Android Auto e Baidu Apollo e ricarica wireless. Anche il tunnel centrale viene ridisegnato e adotta una nuova consolle con freno a mano elettrico, avviamento a pulsante e cambio CVT gestito con una manopola. La gamma motori è composta dal solo 1.5 Turbo a iniezione diretta erogante 150 cavalli con cambio CVT e trazione anteriore oppure nella nuova versione 1.5 Turbo da 180 cavalli con cambio a doppia frizione DCT a sei rapporti con nuove sospensioni posteriori Multilink.

## Seconda generazione (dal 2021)
La seconda generazione della Fengon 580 (esportata con il nome DSFK Glory 580 o Fengon 600 per distinguerla dalla precedente serie rimasta in produzione) è stata presentata nel settembre 2021. Mantiene lo stesso telaio della precedente generazione ma possiede uno stile inedito più spigoloso con un'ampia calandra a clessidra nera, il marchio Fengon a caratteri cubitali posto sul cofano (il logo Dongfeng non è più presente) e modanature a contrasto (nere o rosse a seconda dell’allestimento). La gamma motori è composta dal propulsore benzina 1.5 turbo HD15M1A quattro cilindri a iniezione diretta che produce 185 CV (135 kW) a 5500 giri/min e 300 Nm di coppia accoppiato a un cambio automatico a 6 marce fornito da Aisin. La trazione è anteriore. L’abitacolo è a 5 posti o nell’inedita variante a 6 posti su tre file (2-2-2). 

### Version ibrida Plug-in

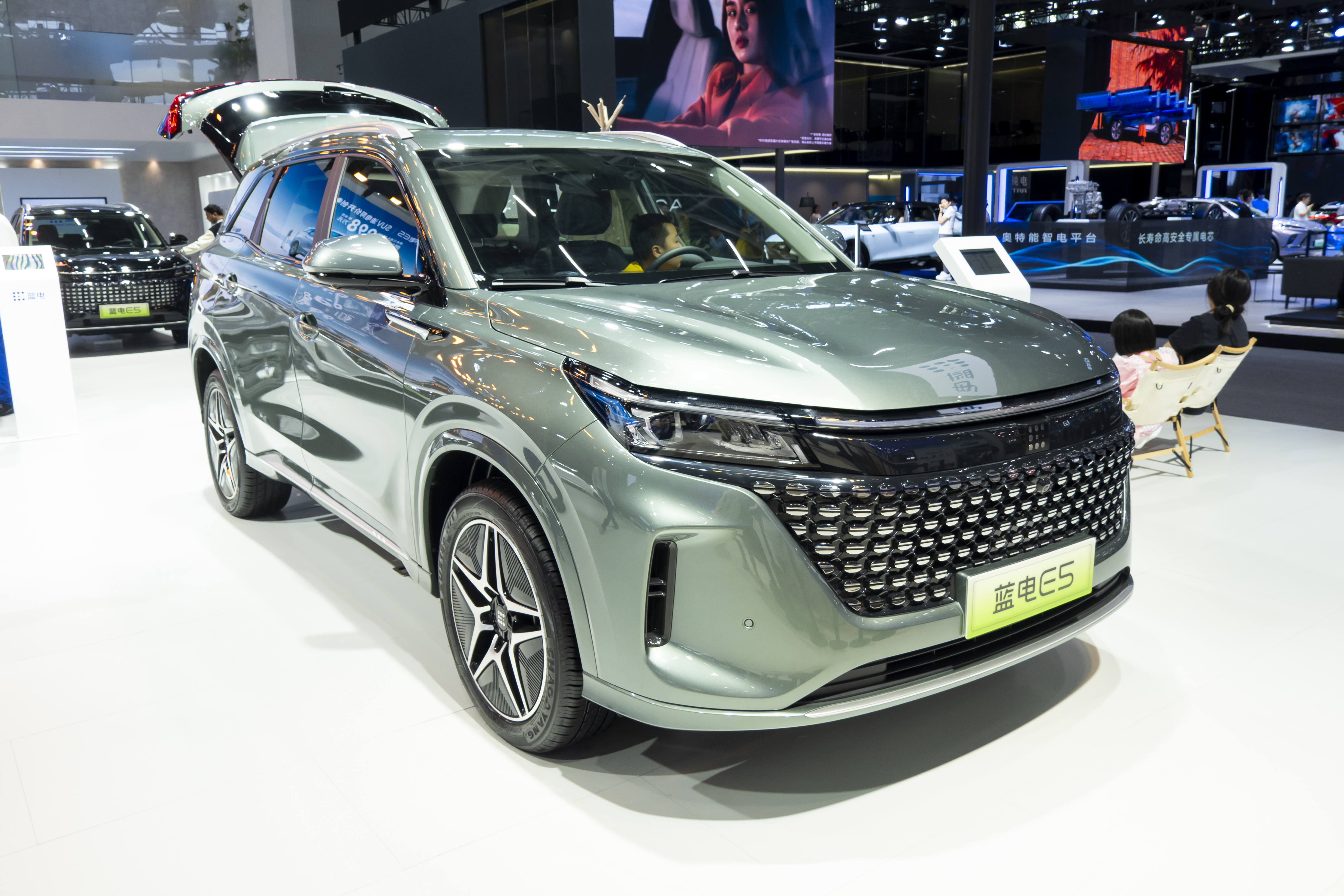
Landian E5 PHEV, venduta in Europa come DFSK E5

La versione ibrida plug-in (PHEV) viene presentata nel gennaio 2023 in Cina con il nome Landian E5 (dove Landian è il nuovo brand low cost dedicato ai veicoli elettrici ed ibridi del gruppo Seres). Tale modello viene esportato a seconda dei mercati come Fengon E5, DFSK E5 o Seres E5. 
Possiede un’estetica rivista con un frontale specifico caratterizzato sa una calandra a trapezio di dimensioni maggiori, logo “Landian” e dimensioni pari a 4760 mm di lunghezza, 1865 mm di larghezza e 1710 mm di altezza.
La vettura utilizza l’architettura ibrida Seres DM-i composta dal motore termico 1.5 quattro cilindri F31A aspirato che eroga 81 kW e 135 Nm di coppia, accoppiato ad motore elettrico; la potenza totale combinata è di 130 kW e 300 Nm di coppia massima. La batteria di origine BYD ha una capacità di 17,52 kWh ed il cambio è un CVT. 
L’autonomia in modalità elettrica omologata nel ciclo NEDC è di 100 km.